# Sepulcre de Joan II de Ribagorça

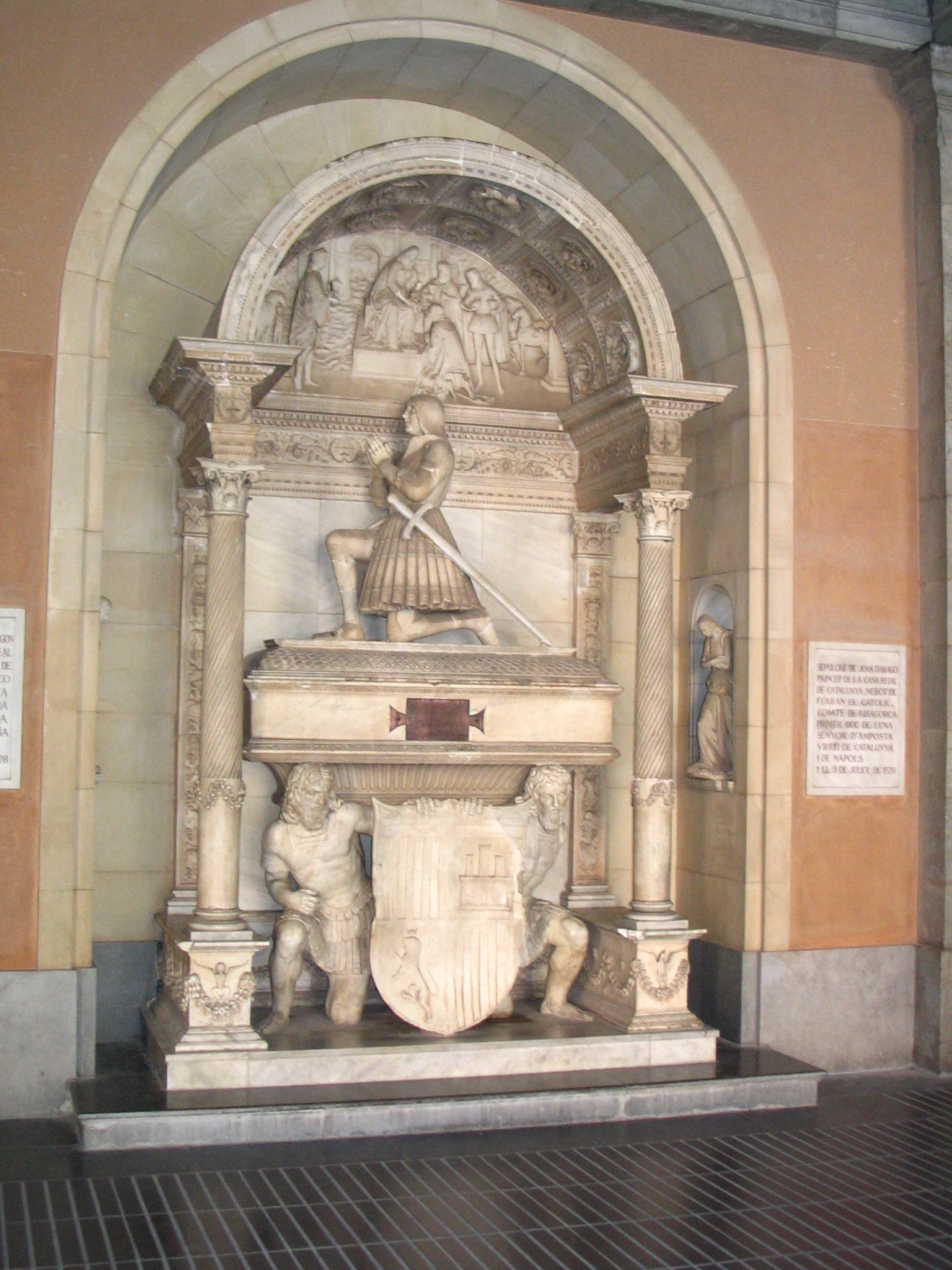
Sepulcre de Joan II de Ribagorça

El sepulcre de Joan II de Ribagorça o Joan d'Aragó, és un monument funerari renaixentista realitzat en uns tallers de Nàpols cap a l'any 1508, i que es troba instal·lat al monestir de Montserrat.

## Història
El sepulcre va ser encarregat, pel mateix Joan II de Ribagorça, mort el 1528 i que va ser virrei de Nàpols durant els anys 1507 al 1509, el que explica el seu encàrrec a tallers escultòrics d'aquesta ciutat. Va morir a Montsó el 1528, on va ser enterrat a l'església de Santa María del Romeral d'aquesta ciutat i a l'any següent traslladat al monestir de Montserrat on es trobava el sepulcre que havia fet portar de Nàpols.

## Comentari artístic
Al monument hi ha un “llenguatge” molt depurat del renaixement italià, l'estructura arquitectònica la constitueix un arc de mig punt sostingut per dues columnes que donen pas a una iniciació d'un tram de volta de canó. La figura del difunt, amb vestidures militars, és en actitud orant col·locat sobre l'urna, que és sostinguda per dos atlants amb un genoll en terra i que mostren un gran escut d'armes representant la Corona d'Aragó i Corona de Castella. Al timpà de l'arc arquitectònic, hi ha un relleu amb la representació de l'Adoració dels Reis Mags.

Aquest sepulcre al davant de l'urna es van fer dues inscripcions, una anterior a la seva mort: 
| « | Illustrissimus D. Joanes Aragonius, Comes Ripacurtia Castellanus Amposta. D. Alphonsi filius dum prafuit Vice Catholici Regis, patrique Gotholanis, Regno Partheno, Exercituique, hoc sibi possuit anno salutis M. D. IX. Kal. Novembris. | » |

I una altra inscripció col·locada després de la seva mort: 
| « | Illustrissimus D. JO. Aagonius. Dux Luna, Comte Ripacurtia, Castellanus Amposta. Obbit. Ann. M. D. XXVIII. Hunc tumulus sibi Ripacurtius Heros Postquam certa homini mors male certa venit. Illum, sed virtus tollet ost fata sepulcro, Qua ante, post obitum vivere sola facit. Gloria, partus honor, stabunt, pietasque, fidesque, Veraque cum remanet candida fama Ducis. | » |

La sepultura procedent de l'interior de l'església és al seu atri. Va patir grans destrosses l'any 1811 durant les guerres napoleòniques. La seva fidel reconstrucció ha estat possible gràcies a la descripció feta pel benedictí Gregorio de Argáiz a la publicació de La Perla de Catalunya, història de la nostra Senyora de Montserrate, publicada l'any 1677 a Madrid.